# Principi e principesse
Principi e principesse (Princes et Princesses) è un film del 2000 diretto da Michel Ocelot.
Pellicola d'animazione, è composta da sei episodi, tutti della durata di circa 10 minuti o poco meno, originariamente realizzati per il programma televisivo Ciné Si nel 1989 e poi scelti e raccolti dal loro creatore e regista, Ocelot, per realizzarne un lungometraggio.
Questi racconti sono stati creati soltanto utilizzando un paio di forbici, una macchina da presa, una lastra di vetro e delle marionette piatte di carta nera con articolazioni in fil di ferro, per poter essere mosse a mano.

## Trama
In un cinema abbandonato, un ragazzo e una ragazza decidono di inventare storie e di metterle in scena con l'aiuto di un tecnico esperto.
- Nella prima storia un principe trova a terra un diamante che appena viene raccolto fa comparire una principessa che, a causa di un sortilegio non può muoversi. Il principe riuscirà a raccogliere tutti i 111 diamanti, con un piccolo aiuto, sciogliendo così l'incantesimo che gravava sulla principessa.
- La seconda storia è ambientata nell'antico Egitto. Un contadino trova sul suo fico un frutto maturato fuori stagione, e decide di portare alla regina Hatshepsut, che apprezza a il gesto tanto da ricompensarlo in modo esagerato. La ricompensa creerà l'invidia di un funzionario di palazzo.
- Nella terza storia un gruppo di persone deve entrare in un castello e sconfiggere la strega che vi abita, ottenendo come premio la mano della figlia del re. Alla fine un ragazzo, semplicemente bussando alla porta del castello, riesce ad espugnare il castello e rifiuta la mano della principessa preferendo rimanere con la strega.
- La quarta storia è ambientata in Giappone. Un uomo forte vuole rubare il mantello della vecchia signora Olko ma viene scoperto. La vecchia signora lo costringe a servirla fino all'alba. Alla fine Olko decide di regalare il mantello all'uomo.
- La quinta storia è ambientata in un futuro lontano, precisamente nell'anno 3000. A una regina crudele un artista regala il "flauto-mauto" a cui lui ha insegnato a cantare, e riferisce di voler tentare la prova che la regina ha indetto: la regina per scegliere il suo pretendente decide che se un uomo riesce a nascondersi al suo raggio distruttore diventerà suo marito. Alla fine il flauto-mauto si rivela essere l'addestratore stesso, ed, essendo scampato al raggio, sposerà la regina.
- Nella sesta ed ultima storia il principe e la principessa si baciano e per loro comincia una serie di trasformazioni in animali.[2]

## Riconoscimenti
- 2000 - Prix Cinéma della Société des Auteurs et Compositeurs Dramatiques
- 2000 - Premio Andersen
- 2001 - Chicago International Children's Film Festival
  - Primo premio per i lungometraggi d'animazione[3]